# برنار لنتریک
برنار لنتریک (به فرانسوی: Bernard Lenteric) نویسنده قرن بیستم میلادی اهل فرانسه بود.